# راينبرغ
راينبرغ (بالألمانية: Rheinberg) هي بلدة ألمانية تقع في ألمانيا في فيزل. يقدر عدد سكانها بـ 32,145 نسمة .

## المدن التوأمة
مدن هوهن اشتاين ارنشتال و مونترويل، باد كاليه هي مدن توأمة لـراينبرغ.

## أعلام
- هيرمان هوغو
- كلوديا شيفر